# La Vaupalière
La Vaupalière est une commune française située dans le département de la Seine-Maritime en région Normandie.

## Géographie

### Localisation
| Roumare    | Saint-Jean-du-Cardonnay |          |
| Hénouville | La Vaupalière           | Maromme  |
|            | Montigny                | Canteleu |

Commune de la vallée de Seine.

### Hydrographie
La commune est située dans le bassin Seine-Normandie. Elle n'est drainée par aucun cours d'eau,. Néanmoins un plan d'eau est présent sur le territoire communal : la mare Moussu (0,11 ha),.

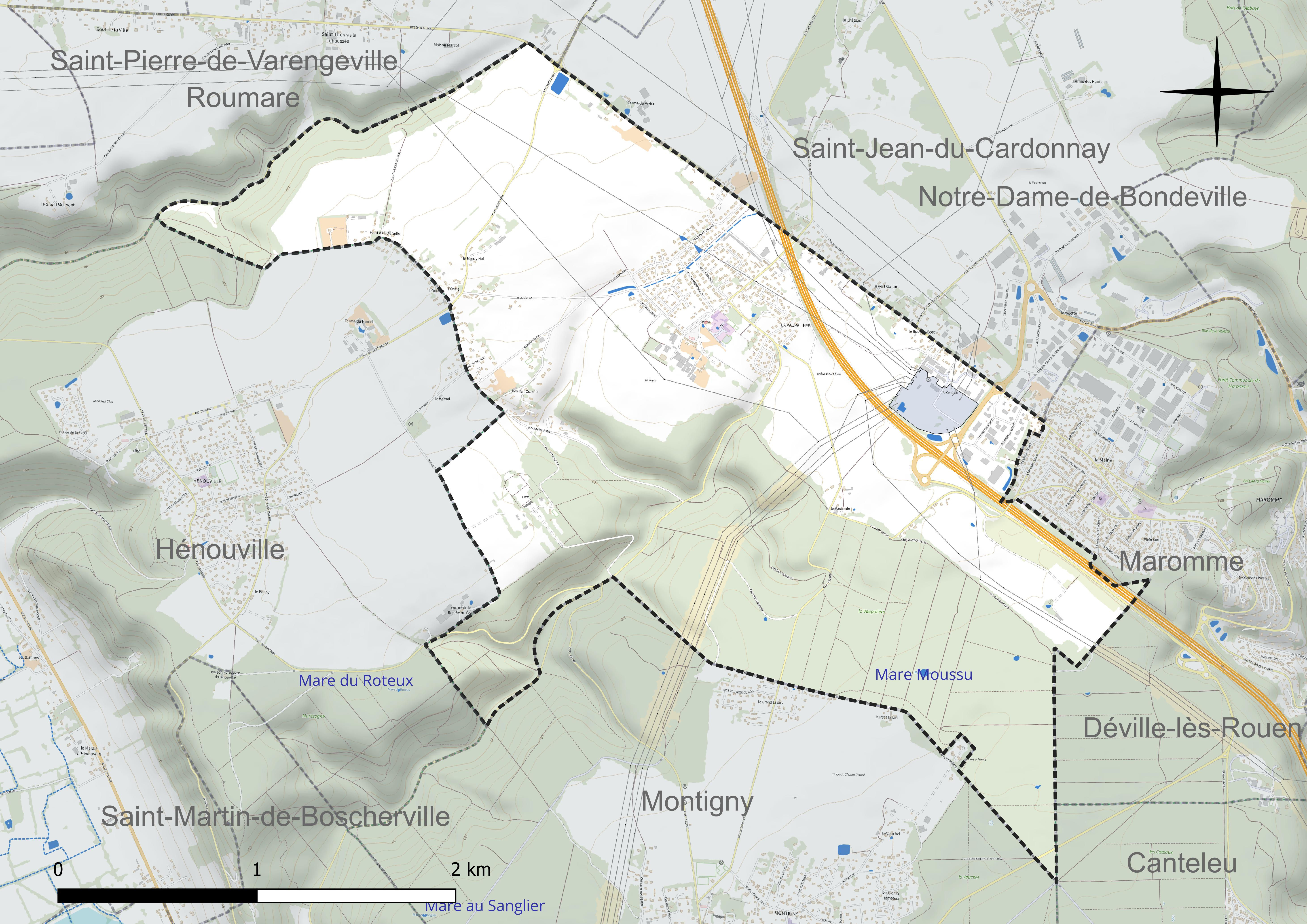
Réseau hydrographique de la Vaupalière.

### Climat
Pour des articles plus généraux, voir Climat de la Normandie et Climat de la Seine-Maritime.
En 2010, le climat de la commune est de type climat océanique altéré, selon une étude du CNRS s'appuyant sur une série de données couvrant la période 1971-2000. En 2020, Météo-France publie une typologie des climats de la France métropolitaine dans laquelle la commune est exposée à un climat océanique et est dans la région climatique Côtes de la Manche orientale, caractérisée par un faible ensoleillement (1 550 h/an) ; forte humidité de l’air (plus de 20 h/jour avec humidité relative > 80 % en hiver), vents forts fréquents. Parallèlement le GIEC normand, un groupe régional d’experts sur le climat, différencie quant à lui, dans une étude de 2020, trois grands types de climats pour la région Normandie, nuancés à une échelle plus fine par les facteurs géographiques locaux. La commune est, selon ce zonage, exposée à un « climat maritime », correspondant au Pays de Caux, frais, humide et pluvieux, légèrement plus frais que dans le Cotentin.
Pour la période 1971-2000, la température annuelle moyenne est de 10,3 °C, avec une amplitude thermique annuelle de 13,8 °C. Le cumul annuel moyen de précipitations est de 857 mm, avec 13,1 jours de précipitations en janvier et 8,6 jours en juillet. Pour la période 1991-2020, la température moyenne annuelle observée sur la station météorologique la plus proche, située sur la commune de Rouen à 9 km à vol d'oiseau, est de 12,6 °C et le cumul annuel moyen de précipitations est de 817,9 mm,. Pour l'avenir, les paramètres climatiques de la commune estimés pour 2050 selon différents scénarios d’émission de gaz à effet de serre sont consultables sur un site dédié publié par Météo-France en novembre 2022.

## Urbanisme

### Typologie
Au 1er janvier 2024, La Vaupalière est catégorisée ceinture urbaine, selon la nouvelle grille communale de densité à sept niveaux définie par l'Insee en 2022.
Elle appartient à l'unité urbaine de Rouen, une agglomération inter-départementale regroupant 50  communes, dont elle est une commune de la banlieue,,. Par ailleurs la commune fait partie de l'aire d'attraction de Rouen, dont elle est une commune de la couronne,. Cette aire, qui regroupe 317 communes, est catégorisée dans les aires de 200 000 à moins de 700 000 habitants,.

### Occupation des sols
L'occupation des sols de la commune, telle qu'elle ressort de la base de données européenne d’occupation biophysique des sols Corine Land Cover (CLC), est marquée par l'importance des territoires agricoles (44,5 % en 2018), en diminution par rapport à 1990 (51,8 %). La répartition détaillée en 2018 est la suivante : 
forêts (39 %), terres arables (29,9 %), prairies (14,6 %), zones urbanisées (10,6 %), zones industrielles ou commerciales et réseaux de communication (5 %), milieux à végétation arbustive et/ou herbacée (0,9 %). L'évolution de l’occupation des sols de la commune et de ses infrastructures peut être observée sur les différentes représentations cartographiques du territoire : la carte de Cassini (XVIIIe siècle), la carte d'état-major (1820-1866) et les cartes ou photos aériennes de l'IGN pour la période actuelle (1950 à aujourd'hui).

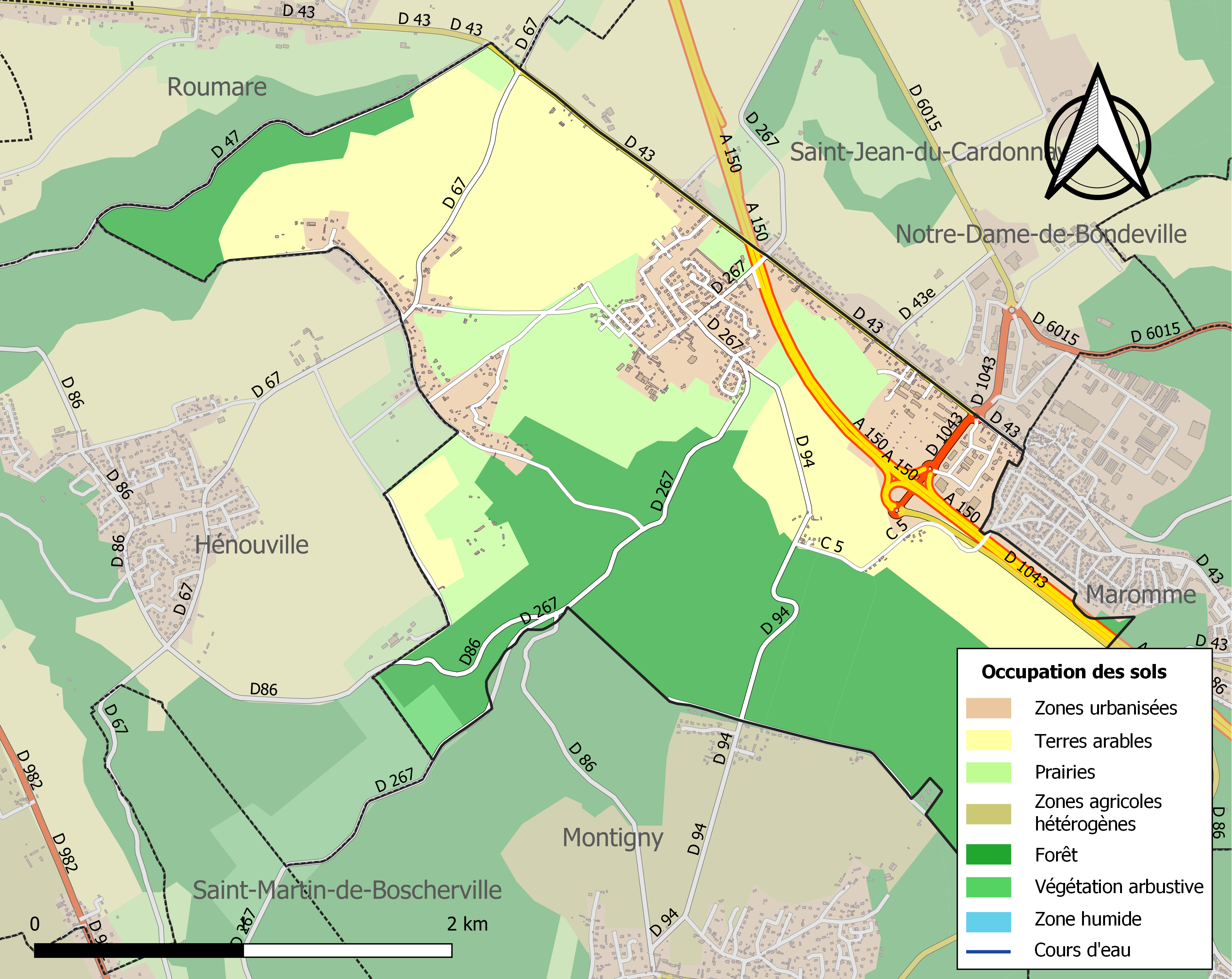
Carte des infrastructures et de l'occupation des sols de la commune en 2018 (CLC).

### Voies de communication et transports
La commune est desservie par la ligne de car régional Nomad 526.

## Toponymie
Le nom de la localité est attesté sous les formes Parrochia Sancti Leonardi de la Vaspaillère 1258, de la Waspallière en 1263, La Valpaillière (variante La Vapaillière) 1337, Paroisse Saint Liénart de la Vaupalière en 1369 et 1373, Seigneurie de la Vaupalière en 1369, 1373, 1390 et 1393, de la Vaispaillière en 1380 et 1381, de la Vaspalière en 1396, Saint Liénard de la Vaspaillière  en 1451, Paroisse Saint Lynart de la Vaspalière en 1463, de la Vaupalière en 1466, La Vaspallière en 1464, Saint Lyenart de la Vaspallière (sans date), La Vaspaillière en 1403, Capella de Valeperia au XVIe siècle, Saint Léonard de la Vaupalière en 1668 et en 1717, La Vaupalière en 1715 et en 1757 (Cassini).
Henri II, roi d'Angleterre, donne à Raoul Waspail vers 1151 cinq cents acres de terre dans la forêt de Roumare, entre le Val de La Fontaine et le Val de Maromme, entre le Grand Chemin de Saint-Wandrille et Hénouville. Raoul Waspail y fonde le village qui portera son nom : La Vaupalière « propriété du seigneur de Waspail ».

## Histoire
Raoul Waspail, vassal de Henri II d'Angleterre, alors duc de Normandie, fonde vers 1151 une paroisse sur le terrain que son seigneur vient de lui concéder. Très rapidement (vers 1170), Waspail fait construire une église pour les besoins religieux des habitants de la nouvelle paroisse. Saint Léonard et saint Nicolas furent choisis pour être les patrons de la nouvelle église.
En 1878 est installé un réseau téléphonique.

## Équipements et services publics

### Enseignement
École maternelle et école primaire du Sequoia.

## Population et société

### Démographie
L'évolution du nombre d'habitants est connue à travers les recensements de la population effectués dans la commune depuis 1793. Pour les communes de moins de 10 000 habitants, une enquête de recensement portant sur toute la population est réalisée tous les cinq ans, les populations de référence des années intermédiaires étant quant à elles estimées par interpolation ou extrapolation. Pour la commune, le premier recensement exhaustif entrant dans le cadre du nouveau dispositif a été réalisé en 2008.

En 2022, la commune comptait 1 214 habitants, en évolution de +21,28 % par rapport à 2016 (Seine-Maritime : +0,35 %, France hors Mayotte : +2,11 %).
| 1793 | 1800 | 1806 | 1821 | 1831 | 1836 | 1841 | 1846 | 1851 |
| ---- | ---- | ---- | ---- | ---- | ---- | ---- | ---- | ---- |
| 318  | 339  | 368  | 418  | 585  | 611  | 603  | 607  | 658  |

| 1856 | 1861 | 1866 | 1872 | 1876 | 1881 | 1886 | 1891 | 1896 |
| ---- | ---- | ---- | ---- | ---- | ---- | ---- | ---- | ---- |
| 658  | 571  | 549  | 485  | 463  | 486  | 484  | 476  | 487  |

| 1901 | 1906 | 1911 | 1921 | 1926 | 1931 | 1936 | 1946 | 1954 |
| ---- | ---- | ---- | ---- | ---- | ---- | ---- | ---- | ---- |
| 484  | 475  | 449  | 465  | 441  | 446  | 449  | 449  | 527  |

| 1962 | 1968 | 1975 | 1982 | 1990 | 1999  | 2006 | 2008 | 2013 |
| ---- | ---- | ---- | ---- | ---- | ----- | ---- | ---- | ---- |
| 512  | 555  | 668  | 845  | 902  | 1 026 | 996  | 988  | 948  |

| 2018  | 2022  | - | - | - | - | - | - | - |
| ----- | ----- | - | - | - | - | - | - | - |
| 1 113 | 1 214 | - | - | - | - | - | - | - |

### Manifestations culturelles et festivités
Comité des fêtes.

### Cultes
La Vaupalière appartient à la paroisse catholique Saint-Georges de Boscherville en Roumare qui fait partie du doyenné Rouen-Ouest de l'archidiocèse de Rouen.

### Médias
- Le quotidien Paris Normandie et l'hebdomadaire Le Courrier cauchois relatent les informations locales.
- La commune est située dans le bassin d'émission de la chaîne de télévision France 3 Normandie.

## Culture locale et patrimoine

### Lieux et monuments

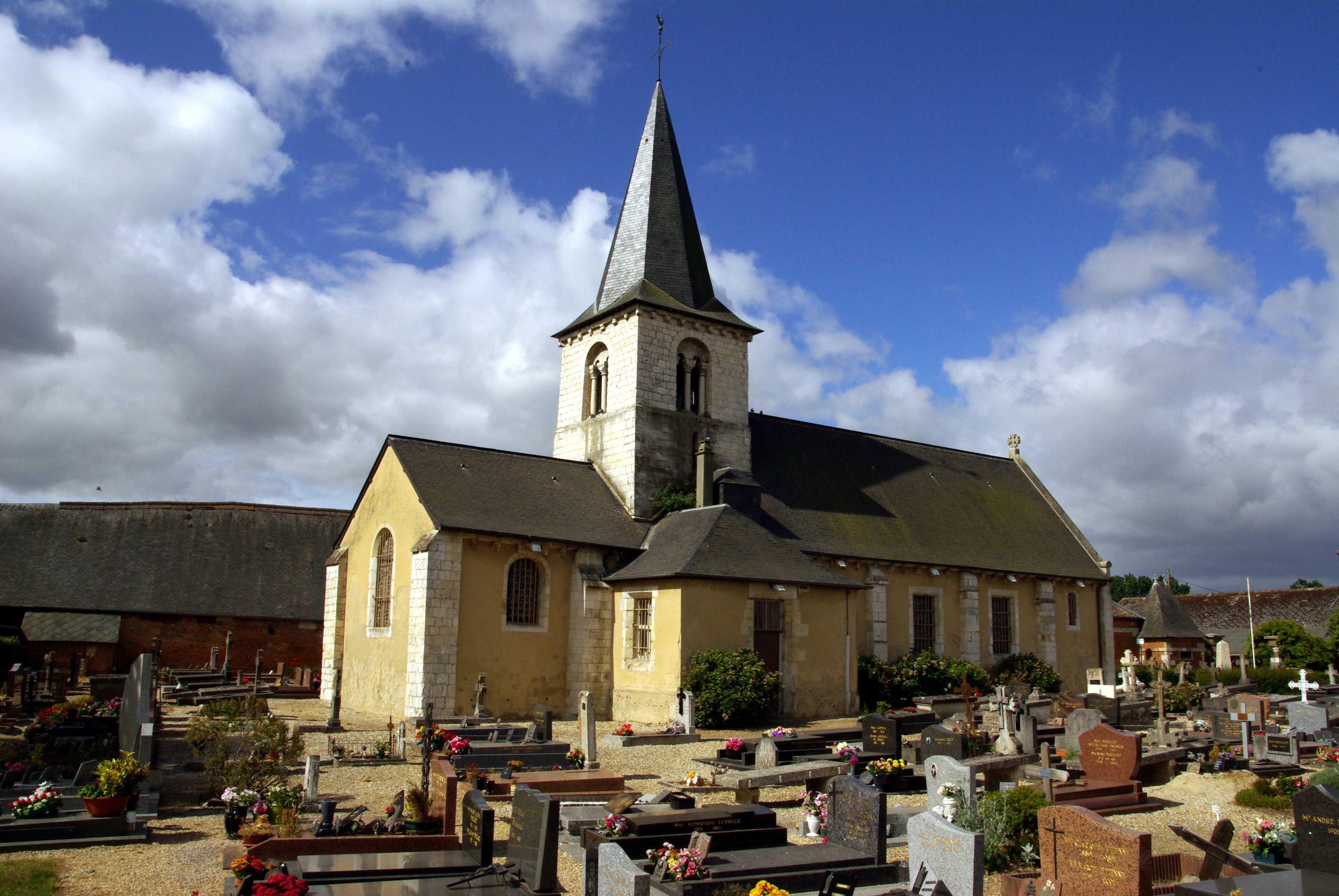
L'église.

- Église Saint-Léonard.

### Personnalités liées à la commune
- Auguste Le Prévost (1787-1859), historien et archéologue, y est mort.
- Pierre Bérégovoy (1925-1993) est allé à l'école primaire de la Vaupalière.
- Emmanuel Rivalan, champion du monde de Scrabble.

### Héraldique
| Blason de La Vaupalière | Blason  | D'azur à deux lettres capitales V d'argent entrelacées en fasce. |
| Blason de La Vaupalière | Détails |                                                                  |

## Pour approfondir